# 17 Batalion Saperów (1939)
17 batalion saperów (17 bsap) – pododdział saperów Wojska Polskiego II RP z okresu kampanii wrześniowej.
Batalion nie występował w pokojowej organizacji wojska. 17 kwietnia 1939 7 batalion saperów rozpoczął formowanie jednostki w alarmie 17 batalionu saperów dla 17 Wielkopolskiej Dywizji Piechoty.

## Struktura i obsada etatowa
Obsada personalna we wrześniu 1939:
- dowódca batalionu – kpt. inż. Aleksander Karchesy † 22 IX 1939 Łomianki
- zastępca dowódcy – kpt. Czesław Pawulski (od l0 września 1939)
- lekarz – ppor. lek. rez. Klemens Friedel[a]
- 1 kompania saperów – kpt. Rafał Matuszewski (por. Wacław Rosadowski)
- 2 kompania saperów – por. Leszek Bylina
- 3 zmotoryzowana kompania saperów – por. Wacław Rosadowski (kpt. Rafał Matuszewski)
- kolumna saperska – ppor. rez. Ryszard Jankowski